# آتشفشان کوراکوآ
آتشفشان کوراکوآ (به لاتین: Curacoa volcano) یک کوه در تونگا است که در  Tonga Islands  واقع شده‌است.